# Vitry-aux-Loges
Vitry-aux-Loges is een gemeente in het Franse departement Loiret (regio Centre-Val de Loire). De plaats maakt deel uit van het arrondissement Orléans. Vitry-aux-Loges telde op 1 januari 2022 2.212 inwoners.

## Geografie
De oppervlakte van Vitry-aux-Loges bedroeg op 1 januari 2022 44,06 vierkante kilometer; de bevolkingsdichtheid was toen 50,2 inwoners per km².

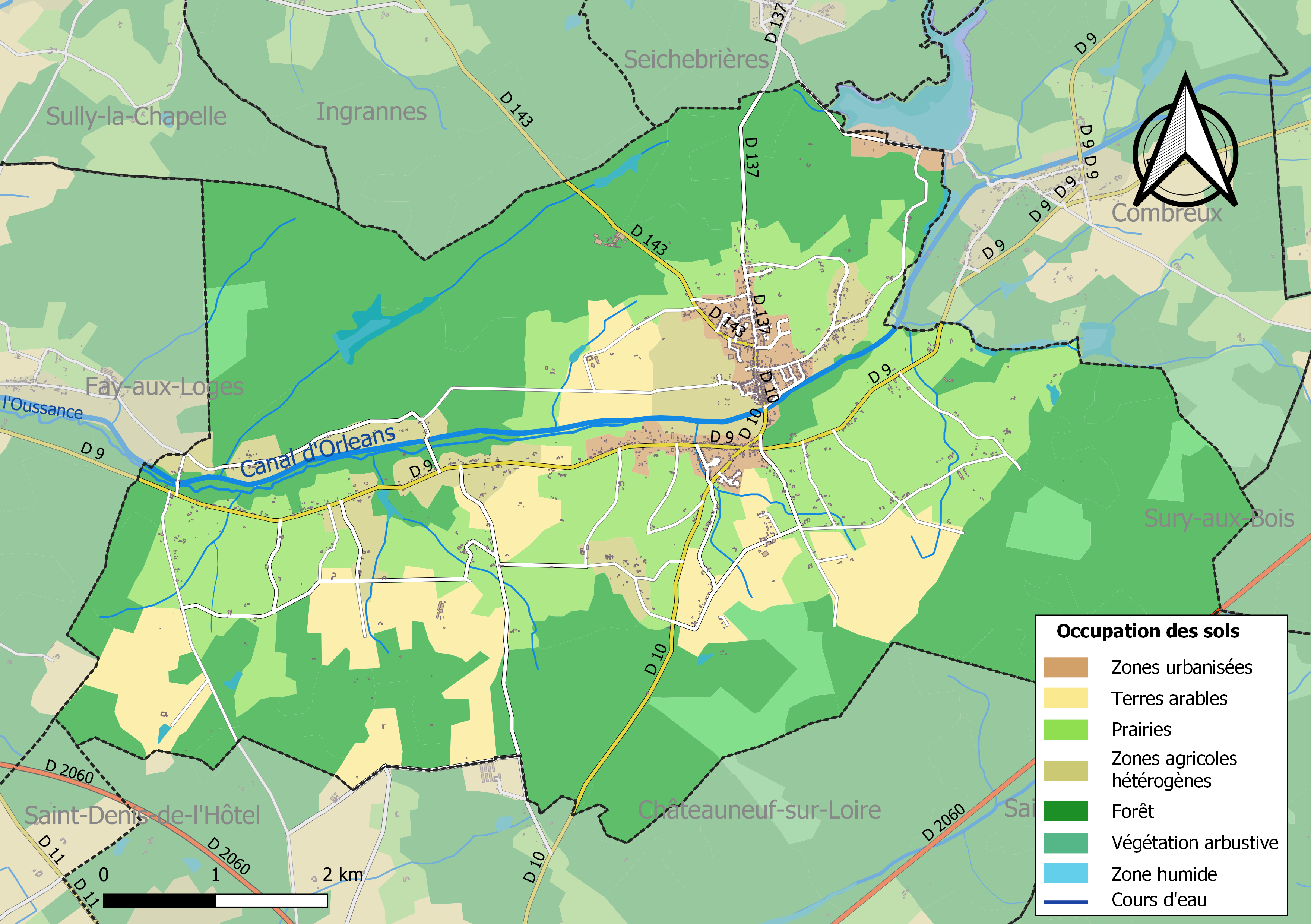
Kaart van de gemeente met de belangrijkste infrastructuur, bodemgebruik en omliggende gemeenten

## Demografie
Onderstaande figuur toont het verloop van het inwonertal (bron: INSEE-tellingen).